# Julien Kuypers

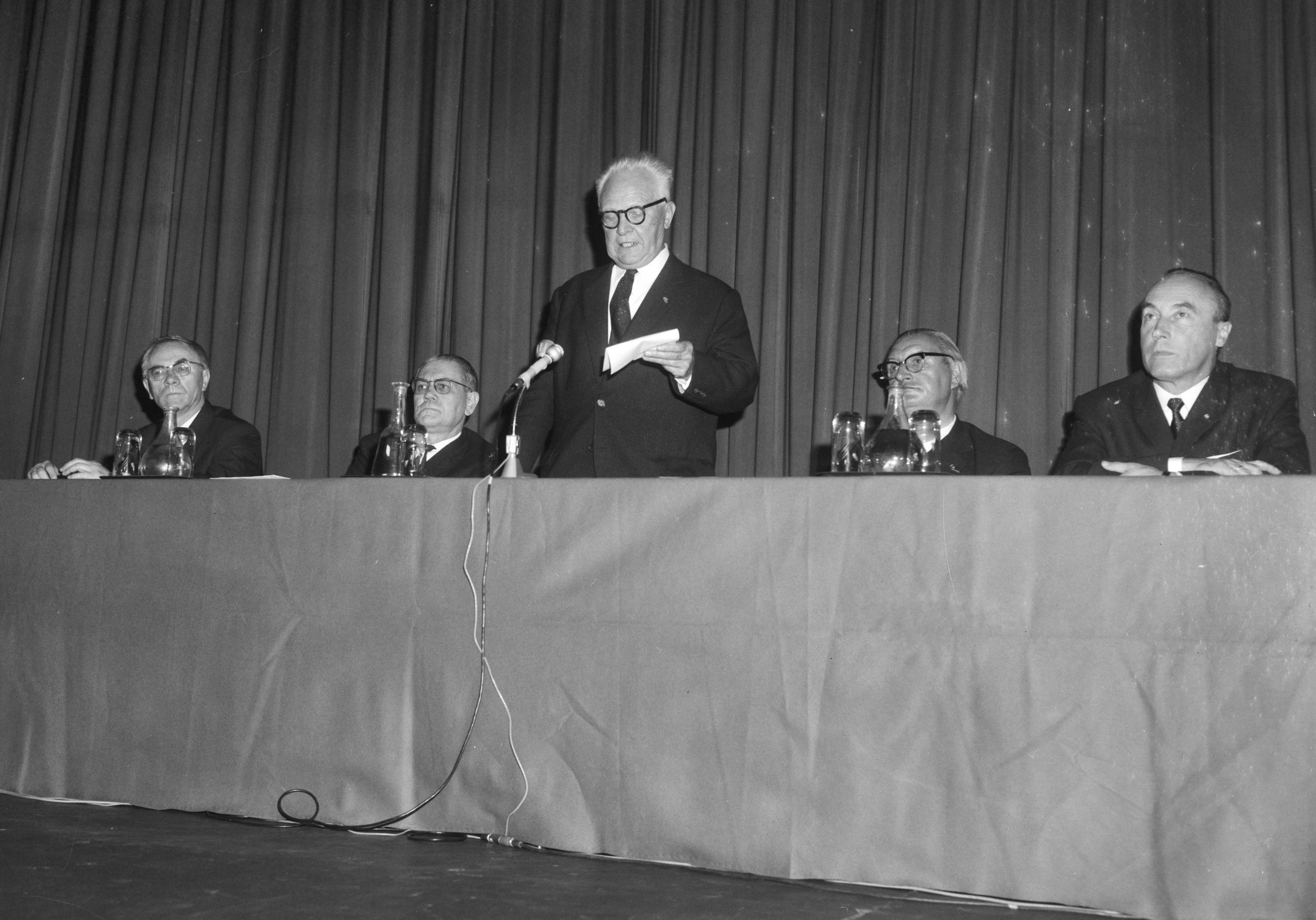
Kuypers (Mitte)(1965)

Julien Jozef Kuypers (* 14. August 1892 in Pepingen; † 16. November 1967 in Vorst) war ein belgischer Literaturwissenschaftler und Politiker.

## Werdegang
Kuypers war in verschiedenen Funktionen als Dozent tätig. Nach dem Zweiten Weltkrieg war er Kabinettschef des Kgl. Belgischen Unterrichtsministers und spielte zwischen 1954 und 1958 eine aktive Rolle im Schulstreit. 1958 wurde er zum bevollmächtigten Minister für kulturelle Angelegenheiten ernannt.
Er war Chefredakteur der Nieuw Vlaams Tijdschrift und Autor mehrerer historischer Romane und Studien zur Sozialgeschichte Belgiens.

## Ehrungen
- 1958: Großes Verdienstkreuz mit Stern und Schulterband der Bundesrepublik Deutschland